# Aflicció
Aflicció (títol original en anglès Affliction) és una pel·lícula estatunidenca dirigida per Paul Schrader, adaptació d'una novel·la de Russell Banks, estrenada el 1997.

## Argument
Wade Whitehouse  és un xèrif en un petit poble de Nou Hampshire que no ha fet res en la seva vida segons la seva exesposa Lillian. La seva amiga Margie l'accepta tal com és. Jack, un amic de Wade, se'n va de caça amb un home de negocis ric - però només Jack torna viu. Wade comença a jugar a detectius(fins i tot quan Jack insisteix a dir que va ser un accident). El fracàs de la seva vida personal i els seus dimonis interiors l'atraparan.

## Repartiment
- Nick Nolte: Wade Whitehouse
- Brigid Tierney: Jill
- Holmes Osborne: Gordon LaRivière
- Jim True: Jack Hewitt
- Tim Post: Chick Ward
- Christopher Heyerdahl: Frankie Lacoy
- Marian Seldes: Alma Pittman
- James Coburn: Glen Whitehouse
- Sissy Spacek: Margie Fogg
- Willem Dafoe: Rolfe Whitehouse
- Mary Beth Hurt: Lillian

## Premis i nominacions[3]
Premis
- 1999: Oscar al millor actor secundari per James Coburn

Nominacions
- 1999: Oscar al millor actor per Nick Nolte
- 1999: Globus d'Or al millor actor dramàtic per Nick Nolte